# くまパワJ
『くまパワJ』（くまパワジェイ）は、熊本朝日放送（KAB）にて2019年4月1日から2020年9月30日まで1年半生放送されていた平日夕方のローカルワイドニュース番組である。

## 概要
- 2019年3月22日まで放送されていた『くまパワ』と、3月29日まで放送されていた『スーパーJチャンネルくまもと』の後継番組。タイトルの『くまパワ』とは“くまもとパワーステーション”の略称、『J』は“Jチャンネル“の頭文字である。
- 放送内容は、スーパーJチャンネルくまもとの内容を引き継ぎ、熊本のニュースや熊本のスポーツ情報を放送する。
- なお、熊本県内の全市町村の天気は引き継がれなかった。また、くまパワの内容も引き継ぎ、曜日ごとの特集を2本放送する。また、生中継を放送する。
- 出演者は、メインMCを除き、くまパワとスーパーJチャンネルくまもとに出演していた者が引き続き出演している。
- 番組が開始した2019年4月から9月27日までは、16時台にメインMCの田中と気象予報士の米田が熊本駅前周辺からほぼ毎回中継でオープニングと天気予報を伝え、ニュースキャスターの舩津または柴田はスタジオで最新のニュースを2・3項目伝えていた。時折、特集出演者も熊本駅前の中継に参加していた。
- 17時台には、メインMCの田中、特集のリポーター、コメンテーターが出演し、特集を放送していた。18時台の予告がある場合のみニュースキャスターが出演した。
- 18時台は、熊本のニュース、熊本のスポーツ情報、特集、中継、天気予報を放送していた。エンディング前に全国と熊本のニュースを放送していた。この時間帯のみメインMC、ニュースキャスター、コメンテーター、気象予報士、特集リポーターがそろって出演した。
- なお、コメンテーターは基本的に17時台と18時台の通して出演するが、ときどき、17時台のみ出演し、18時台は別のコメンテーターが出演することもあった。
- 2019年9月30日から2020年3月27日までは放送時間を5分短縮し16:50からの放送となった。番組の進行も大幅リニューアルした。16時台と18時台に行っていた天気予報が17時台と18時台に変更。17時台と18時台にそれぞれ放送していた特集が18時台に2本放送。
- 18時台にのみ放送していたニュースは、17時台と18時台に分けて放送。18時台の中継は、17時台に繰り上げて放送となった。17時台に特集リポーターが出演することはなくなった。
- 2020年3月30日から9月30日まではEPG上は18:15からの放送となったが、4月上旬と6月から9月25日までの金曜は17:33 - 17:50も放送していたが、EPG上は『スーパーJチャンネル』扱いで、時刻表示横にくまパワJのタイトルロゴが表示されていた。番組の進行もリニューアルした。
- 前年度に引き続き曜日ごとの特集を2本放送した場合もあったため、ニュースを放送する時間が前年度よりも短くなった。17時台と18時台に行っていた天気予報が月曜から木曜までは18時台のみに変更となった。金曜は引き続き17時台と18時台に放送。緊急事態宣言が出されていた時期は、特集リポーターが出演することはなくなった。
- 番組が開始した2019年4月から9月までは、たびたび放送時間が変更することが多かった。
- ゴールデンウィーク中は、2019年5月6日のみ通常通り放送。2019年4月29日 - 5月3日は16:45 - 17:53のパートは休止（16:50から『スーパーJチャンネル』17時台を単独番組扱いで臨時フルネット）となり、2019年4月29日と2019年5月3日は17:53 - 19:00のパートも休止（『スーパーJチャンネル』18時台を単独番組扱いで臨時フルネット）となった。
- 2019年4月30日は、18:30から『羽鳥慎一モーニングショー夜の特大版　今夜決定!平成ニッポンのヒーロー総選挙』をネットしたため、18:15 - 18:30の短縮版を放送した。
- 『めざせ!甲子園』(全国高等学校野球選手権熊本大会中継)を放送する時期は、『KAB名作ドラマシリーズ』を5分繰り下げて放送したり、『上沼恵美子のおしゃべりクッキング』を2時間55分繰り下げて放送したりするため、16:45 - 16:50のパートは休止となる。
- 『めざせ!甲子園』の準々決勝から決勝(予備日を含む)を中継する時期は、16:45 - 17:53のパートは休止（16:50から『スーパーJチャンネル』17時台を単独番組扱いで臨時フルネット）となった。(全国高等学校野球選手権大会の熊本県代表が決まった際は通常通り放送。)
- 6月中旬から7月上旬にかけて、18:50 - 19:00に『めざせ!甲子園～出場校の横顔～』を放送するため、10分短縮となる。
- また7月中旬から下旬にかけては、18:45 - 19:00に『めざせ!甲子園～ダイジェスト～』を放送するため、18時台が15分短縮となる。金曜日に『Do You のうぎょう? +プラスワン』を1時間繰り上げる場合は、18:40 - 18:54に『めざせ！甲子園～ダイジェスト～』を放送するため、18時台が20分短縮となる。(2019年7月12日)
- 2019年9月30日から2020年3月27日までは、改編期の金曜日に、19:54 - 20:00放送の『Do You のうぎょう? +プラスワン』を振替放送するため、16:50 - 18:54までの短縮放送になる場合と、祝日で17時台のローカルパートを休止し、17:53 - 19:00までの短縮放送になる場合のみ放送時間が変更になった。
- 2020年3月30日から9月30日までは、改編期の金曜日に、19:54 - 20:00放送の『伴都美子とAgri de キッチン』(『Do You のうぎょう? +プラスワン』と枠交換)を振替放送するため、6分短縮。6月中旬から7月上旬に、18:50 - 19:00に『めざせ！甲子園～出場校の横顔～』を放送するため、10分短縮。7月中旬 - 8月上旬に、18:45 - 19:00に『めざせ!甲子園～ダイジェスト～』または19時台の番組が15分前拡大して放送するため、15分短縮となった。
- 前身番組に引き続き、他の在熊放送局のニュース情報番組より数日早く仕事納めとなる。

## 放送時間

### 第1期（スーパーJチャンネル内包時代）
- 2019年4月1日 - 2019年9月27日 月 - 金曜日 16:45 - 19:00（日本時間/135分）
  - 祝日は、17:53 - 19:00の短縮放送となる場合がある。
  - 『Do You のうぎょう? +プラスワン』を1時間繰り上げる場合は、16:50 - 18:54の短縮放送。
  - 6月中旬から7月上旬にかけて、18:50 - 19:00に『めざせ!甲子園～出場校の横顔～』を放送するため10分短縮。
  - 7月中旬 - 下旬にかけては、18:45 - 19:00に『めざせ!甲子園～ダイジェスト～』を放送するため短縮放送。
  - 『めざせ!甲子園』(全国高等学校野球選手権熊本大会中継)の1回戦から準々決勝前を中継する時期は、16:45 - 16:50のパートは休止。
  - 『めざせ!甲子園』の準々決勝から決勝(予備日を含む)を中継する時期は、16:45 - 17:53のパートは休止。(全国高等学校野球選手権大会の熊本県代表が決まったときのみ16:50 - 17:53のパートを放送。)
- 2019年10月2日 - 2020年3月27日 月 - 金曜日 16:50 - 19:00（日本時間/130分）
  - 祝日は、17:53 - 19:00の短縮放送となる場合がある。
  - 『Do You のうぎょう? +プラスワン』を1時間繰り上げる場合は、16:50 - 18:54の短縮放送。

### 第2期（単独番組時代）
- 2020年3月30日 - 9月30日 月 - 金曜日 18:15 - 19:00（日本時間/45分）
  - 『伴都美子とAgri de キッチン』（2020年4月より『Do You のうぎょう? +プラスワン』と枠交換）を1時間繰り上げる場合は、18:15 - 18:54の短縮放送。
  - 6月中旬から7月上旬にかけて、18:50 - 19:00に『めざせ!甲子園～出場校の横顔～』を放送するため10分短縮。
  - 7月中旬 - 下旬にかけては、18:45 - 19:00に『めざせ!甲子園～ダイジェスト～』を放送するため15分短縮。

## 出演者

### MC
- 田中杜旺（熊本朝日放送アナウンサー）

休暇時や病欠時は熊本朝日放送の男性アナウンサーが担当する。

### ニュースキャスター
- 舩津真弓（熊本朝日放送アナウンサー）
- 柴田理美（熊本朝日放送アナウンサー）

### お天気キャスター
- 米田祐太（気象予報士）

### スポーツキャスター
- 内原健文（熊本朝日放送アナウンサー（2020年3月まで記者））

### コメンテーター
- 南良輔（主に月曜、城見町全栄会会長・熊本市中央繁栄会副会長・熊本城東マネジメント社長・ラジオパーソナリティ）
- 岡村政志（主に月曜、元「タウン情報クマモト」「mocos」編集長）
- 松永ビリー（主に月曜、ドイツ出身、着付講師）
- 井手らっきょ（主に火曜、タレント、実業家）
- 福永和子（主に火曜、元：雑誌編集長・コラムニスト）
- 田中智之（水曜、熊本大学教授）
- 長船なお美（水曜、タレント）
- 小出史（主に木曜、元：熊本朝日放送アナウンサー・朗読家・ソルトファーム塩工房代表・異業種交流女性の会会長）
- 小林寛子（主に木曜、東海大学教授）
- 髙﨑裕士（主に木曜、津軽三味線奏者）
- 西田慎介（金曜、朝日新聞熊本総局長）
- キャサリン(藤本清美）（金曜、実業家、スザンヌの実母）
- 福永臣吾（月1回金曜、アディーレ法律事務所鹿児島支店長）月1回金曜「くまパワJ法律相談」コーナー解説者。テレビくまもと「英太郎のかたらんね」の木曜コーナー「くらしの豆知識・木曜劇場」にも出演している。「木曜劇場」が再現VTRを観てコメントを行うのに対し、「くまパワJ法律相談」はクレヨンで描かれたような牧歌的なイラストによる法律内容のクイズが2問出題される。コーナー進行の高橋よしえが、当日の出演者に法律クイズの回答を求める。双方の番組で福永が正答に対しコメントを担当。福永は鹿児島市在住のため、2日続けて出演を行う都合上、双方の番組とも同じ週に出演することが多い。
- 海原はるか（月2 - 3回金曜、漫才師）
- ヒロシ（不定期、タレント）

### 特集リポーター
中継
- 長木真琴（タレント、ラジオパーソナリティー）
- 荒木直美（タレント、婚活コーディネーター）
- 松村奈央（タレント、ラジオパーソナリティー）
- 住吉香音（熊本朝日放送アナウンサー）
- 松山理穂（熊本朝日放送アナウンサー）

特集
- 高橋よしえ（タレント、音楽プロデューサー、ラジオパーソナリティー）
- 西村怜奈（タレント、ラジオパーソナリティー）
- 岩清水愛（タレント、ラジオパーソナリティー）
- イタガキ（タレント）
- 樫山結（タレント、ラジオパーソナリティー）
- かめきち（タレント、ラジオパーソナリティー）
- 荒木直美（タレント、婚活コーディネーター）
- 長木真琴（タレント、ラジオパーソナリティー）
- 上田啓介（タレント、実業家、ラジオパーソナリティー、くりぃむしちゅー・上田晋也の兄）
- 福永臣吾（アディーレ法律事務所鹿児島支店長、コメンテーター兼務）

中継
- 上田正恵（当時熊本朝日放送アナウンサー）